# Laccobius (Glyptolaccobius)
Laccobius (Glyptolaccobius) – podrodzaj chrząszczy z rodziny kałużnicowatych, plemienia Laccobiini i rodzaju kaługowiec. Obejmuje ponad 50 opisanych gatunków.

## Morfologia i występowanie
Przedstawiciele podrodzaju wyróżniają się na tle innych kaługowców dużymi, poprzecznie nerkowatymi oczami oraz siedmioczłonowymi czułkami.
Chrząszcze te zamieszkują mokre skały (siedliska higropetryczne) np. na pobrzeżach wodospadów, przy wysiękach i źródliskach.

## Taksonomia
Takson ten wprowadzony został w 1989 roku przez Elia Gentiliego. Gatunkiem typowym wyznaczono Laccobius affinis. W 1991 roku Gentili wprowadził podrodzaj Laccobius (Cyclolaccobius), gatunkiem typowym wyznaczając Laccobius rectus. W 2019 roku Jia Fenglong, Chen Jiahui i Martin Fikácek na podstawie nowych obserwacji morfologicznych zsynonimizowali Cyclolaccobius z Glyptolaccobius.
Do podrodzaju tego zalicza się ponad 50 opisanych gatunków:

- Laccobius affinis Knisch, 1927
- Laccobius almoranus Gentili, 1995
- Laccobius anacaenoides Gentili, 1979
- Laccobius arabicus Gentili, 1980
- Laccobius bacchusi Gentili, 1979
- Laccobius bimaculatus Gentili, 1981
- Laccobius celsus Gentili, 1989
- Laccobius confusus Gentili, 1996
- Laccobius convexus Gentili, 1979
- Laccobius cribratus Gentili, 1989
- Laccobius cyclicus Gentili, 1996
- Laccobius egregius Gentili, 1995
- Laccobius eliogentilii Hebauer, 2002
- Laccobius fuscus Gentili, 1995
- Laccobius globulus Gentili, 1995
- Laccobius guttalis Gentili et Fikáček, 2009
- Laccobius hainanensis Jia, Gentili et Fikáček, 2013
- Laccobius hanka Gentili et Fikáček, 2009
- Laccobius imperialis Knisch, 1924
- Laccobius incisus Gentili, 1989
- Laccobius inermis Gentili, 1995
- Laccobius jaechi Gentili, 1988
- Laccobius josefi Gentili et Fikáček, 2009
- Laccobius jumlanus Gentili, 2015
- Laccobius karnatakensis Gentili, 2012
- Laccobius komareki Gentili, 2012
- Laccobius kumaonicus Gentili, 1988
- Laccobius martini Jia, Song et Gentili, 2013
- Laccobius masatakai Kamite, Ogata et Hikida, 2007
- Laccobius moriyai Kamite, Ogata et Hikida, 2007
- Laccobius motuoensiss Jia, Chen et Fikáček, 2019
- Laccobius munus Gentili, 1995
- Laccobius nigrogilvus Gentili, 2012
- Laccobius nitidus Gentili, 1984
- Laccobius patruelis Knisch, 1924
- Laccobius pluvialis Gentili, 2006
- Laccobius politus Gentili, 1979
- Laccobius qinlingensis Jia, Gentili et Fikáček, 2013
- Laccobius rectus Sharp, 1890
- Laccobius regalis Knisch, 1924
- Laccobius sanfilippoi Gentili, 1996
- Laccobius schawalleri Gentili, 2003
- Laccobius scotti Orchymont, 1948
- Laccobius senguptai Gentili, 1979
- Laccobius sharmai Gentili, 1995
- Laccobius shorti Gentili, 2006
- Laccobius silvester Gentili, 2006
- Laccobius sipeki Gentili et Fikáček, 2009
- Laccobius tibialis Orchymont, 1932
- Laccobius vietnamita Gentili, 1997
- Laccobius yinziweii Zhang, Ruijuan et Jia, 2017
- Laccobius yunnanensis Gentili, 2003